# U級駆逐艦
U級駆逐艦（英語: U-class destroyer）はイギリス海軍の駆逐艦の艦級。1941年度戦時予算に基づく第7次戦時急造艦隊として8隻が建造され、1943年から1944年にかけて順次に就役した。第二次世界大戦での戦没艦はなく、1950年代には全艦が15型フリゲートに改装され、水中高速潜時代の対潜戦を担った。

## 来歴
第二次世界大戦の勃発を受けてイギリス海軍は戦時緊急計画を発動し、駆逐艦の急造に着手した。まず、1940-1年度計画で建造を予定していた中間的駆逐艦（J級に準じた設計）の建造を前倒ししてO級・P級が建造されたのち、新しい戦時要求の反映や急造に適応した設計への変更が図られ、Q級・R級・S級・T級と、1940年度戦時予算のもとで、6次にわたる戦時急造艦隊の建造が進められた。
1941年2月、1941年度戦時予算において、更に5次にわたる戦時急造艦隊の建造が盛り込まれることとなった。その第一陣として、1941年6月12日に発注されたのが本級である。

## 設計
S級・T級の準同型艦であり、J級以来の単煙突・船首楼型という船型のほか、Q級で導入された燃料搭載量の増大や復原性の改善、艦尾のトランサム・スターン、またS級で導入されたトライバル級と同様の艦首形状も踏襲された。また北極圏行動用の防寒設備が省かれたのもT級と同様である。なお「グレンヴィル」など2隻は三脚檣で就役したが、後に改造を受け、他艦より高いラティス・マストに変更されている。
機関もS級と同様にQ級・R級の構成が踏襲され、アドミラルティ式3胴型水管ボイラー（蒸気圧力300 lbf/in2 (21 kgf/cm2)、温度332.2℃）、パーソンズ式オール・ギヤード・タービンによる2軸推進、出力40,000馬力である。

## 装備
艦砲としては、S級・T級と同様、45口径12cm砲（QF 4.7インチ砲Mk.IX）を最大仰角55度のMk.XXII砲架と組み合わせて4基搭載した。射撃指揮装置も両級と同様で、対空用には285型レーダーを備えたMk.II(W)方位盤とFKC射撃盤、対水上用には基線長3.66メートルの測距儀を備えたDCT方位盤とAFCC射撃盤が用いられた。
近距離用の対空兵器としては、計画当初は39口径40mm4連装機銃（QF 2ポンド・ポンポン砲）を予定したが、1941年6月の決定に基づき、S級で装備化されたヘイズメイヤー社製のFCS連動式56口径40mm連装機銃が搭載されることになり、これと70口径20mm連装機銃4～6基が基本構成となったが、「アーチン」「アンディン」では56口径40mm連装機銃のかわりに70口径20mm連装機銃を更に2基搭載して竣工したほか、一部の艦では更に艦橋張り出し部にも70口径20mm連装機銃を設置しており、単装・連装取り混ぜて最大で20門を搭載した艦もあった。また1944年には、「ユリシーズ」と「アーチン」では70口径20mm機銃の一部を陸軍式の56口径40mm単装機銃に換装し、後に海軍式のMk.IIIに換装した。「アンディン」「アーサ」「ウラニア」でもMk.IIIが搭載され、この改修の際に「ウラニア」では70口径20mm連装機銃をすべて撤去した。

## 同型艦
大戦終結後は、全艦が全面的な近代化改修であるタイプ15改修を受け、高速対潜フリゲートに改修された。
| U級駆逐艦 | U級駆逐艦                          | U級駆逐艦                       | U級駆逐艦       | 15型フリゲート | 15型フリゲート | 15型フリゲート | 15型フリゲート  | 15型フリゲート                   |
| #         | 艦名                               | 造船所                          | 就役            | 改修開始       | #              | 再就役         | 退役            | その後                           |
| --------- | ---------------------------------- | ------------------------------- | --------------- | -------------- | -------------- | -------------- | --------------- | -------------------------------- |
| R97       | グレンヴィル HMS Grenville ※嚮導艦 | スワン・ハンター                | 1943年 5月27日  | 1953年         | F197           | 1954年 3月19日 | 1974年          | 1983年に解体                     |
| R83       | アルスター HMS Ulster              | スワン・ハンター                | 1943年 6月30日  | 1953年         | F83            | 1955年         | 1977年          | 1980年に解体。                   |
| R69       | ユリシーズ HMS Ulysses             | キャメル・レアード              | 1943年 12月23日 | 1954年         | F17            | 1955年         | 1963年          | 1970年に解体                     |
| R53       | アンドーンテッド HMS Undaunted     | キャメル・レアード              | 1944年 3月3日   | 1953年         | F53            | 1954年 7月23日 | 1974年 7月      | 1978年に実艦標的として撃沈処分。 |
| R42       | アンディン HMS Undine              | ソーニクロフト                  | 1943年 12月23日 | 1952年         | F141           | 1954年         | 1965年          | 1965年11月に解体                 |
| R22       | アーサ HMS Ursa                    | ソーニクロフト                  | 1943年 12月23日 | 1953年         | F200           | 1955年 6月29日 | 1966年 10月28日 | 1967年に解体。                   |
| R99       | アーチン HMS Urchin                | ヴィッカース・ アームストロング | 1943年 9月24日  | 1952年         | F196           | 1954年 6月3日  | 1964年          | 1967年8月に解体                  |
| R05       | ウラニア HMS Urania                | ヴィッカース・ アームストロング | 1944年 1月18日  | 1953年 4月23日 | F08            | 1955年 1月2日  | 1967年 1月      | 1977年2月2日より解体。           |